# La subasta del lote 49
La subasta del lote 49 (The Crying of Lot 49 en inglés) es una novela escrita por el autor estadounidense Thomas Pynchon y que fue publicada en 1966. Siendo el trabajo más corto de Pynchon, relata la historia de una mujer, Oedipa Maas, quien indaga sobre una antigua agencia de correos, Tristero, supuestamente extinta, pero que al parecer opera en la clandestinidad, para beneficio de todos aquellos que se oponen al sistema de distribución convencional. La novela es frecuentemente citada como ejemplo de ficción postmoderna.
La revista TIME seleccionó La subasta del lote 49 como una de las mejores novelas de habla inglesa de 1923 a 2005.

## Argumento
Oedipa Maas, la joven mujer de Mucho Maas, vive en Kinneret, California. Un día recibe una carta de un bufete de abogados que dice que su exnovio, Pierce Inverarity, ha muerto y la ha nombrado la ejecutora de su testamento. Oedipa viaja a San Narciso, el pueblo de Pierce, donde se encuentra con el abogado Metzger, que ha sido asignado para ayudarla y con quien mantiene una relación amorosa. 
Oedipa se da cuenta de que Pierce poseía una extensa colección de sellos. Una noche, Oedipa y Metzger van a un bar llamado “The Scope”, donde se encuentran con Mike Fallopian, un miembro de una organización de derechas llamada Peter Pinguid Society. En el baño del lugar Oedipa ve un símbolo que supuestamente representa el del cuerno de correos, bajo el cual se encuentra el acrónimo "R.E.S.T.O.S." ("W.A.S.T.E.") y el nombre "Kirby". Oedipa toma nota y vuelve al bar para seguir hablando con Mike. 
Oedipa y Metzger deciden viajar hasta “Fangoso Lagoons” donde Pierce poseía unas tierras. Allí, se encuentran con un hombre llamado Manny di Presso, un abogado representando a su cliente de quien Pierce Inverarity había adquirido huesos humanos pero nunca llegó a pagarlos. Pierce quería los huesos para hacer carbón para los filtros de los cigarrillos. Una acompañante de la banda de música “The Paranoids”, que se ha unido a la excursión, deduce que la historia de Manny el abogado es muy parecida a la historia que cuenta la obra de teatro jacobeo “The Courier’s tragedy” del autor Richard Wharfinger (autor y obra ficticia). Y entonces Oedipa decide ver la obra que estaba siendo representada por los alrededores. En el transcurso de la obra se menciona la palabra “Tristero”, una palabra que atrae la atención de Oedipa. Decide hablar con el director de la obra, Randolph Driblette, quien le pide que deje de analizar la obra. Oedipa no se conforma y queriendo saber más de la obra empieza a analizar muchas ediciones de la misma. Entonces, ella se da cuenta de que en ninguna de las obras encuentra la palabra “Tristero” y esto hace que su afán crezca. 
Oedipa empieza a preocuparse cada vez más por el asunto y se encuentra el símbolo de correos por todas partes, lo que le lleva a creer que está alucinando. Un día se encuentra a un viejo hombre que le da una carta y le pide que la entregue a través de R.E.S.T.O.S. justo debajo de la autopista. Oedipa se encuentra un buzón con el acrónimo R.E.S.T.O.S., echa la carta y espera a que llegue el mensajero pero sin encontrar nada nuevo. Decide volver a casa para ver a su psiquiatra, quien comienza a disparar a medida que ella entra en su consulta. Se había vuelto loco con la idea de que los israelíes iban a matarle porque él había sido soldado durante la Segunda Guerra Mundial. Tras la detención del doctor, Oedipa ve a su marido, Mucho, quien ha empezado a tomar LSD y se ha vuelto un adicto. Ella se queda sola y decide buscar al profesor Emory Bortz, un experto en obras de teatro. Con su ayuda, empieza a resolver la historia de Tristero, que data del siglo XVI. 
Se entera de que Driblette ha muerto por lo que nunca averiguará las razones que lo llevaron a incluir la palabra ‘Tristero’ en la obra de teatro y Oedipa deja de buscar ya que se da cuenta de que está muy sola y de que todos los hombres a su alrededor desaparecen. Visita a Mike Fallopian de nuevo, quien le sugiere que la historia del Tristero podría ser un juego organizado por su exnovio Pierce antes de morir.
El libro tiene un final abierto y nunca sabemos (Edipa nunca sabe), si todo fue algo orquestado, si la organización R.E.S.T.O.S. de verdad existe o si fue todo su imaginación.